# Ululodes walkeri
Ululodes walkeri is een insect uit de familie van de vlinderhaften (Ascalaphidae), die tot de orde netvleugeligen (Neuroptera) behoort. 
Ululodes walkeri is voor het eerst wetenschappelijk beschreven door Van der Weele in 1909.